# Riihimäki–Lahtis-banan
Riihimäki-Lahtis-banan är en del av det finländska järnvägsnätet och sträcker sig från Riihimäki till Lahtis. Banans längd är 59 km. Banan är dubbelspårig i hela sin längd. Trafiken på banan minskade något då Lahtis direktbana togs i bruk på hösten 2006.

## Stationer

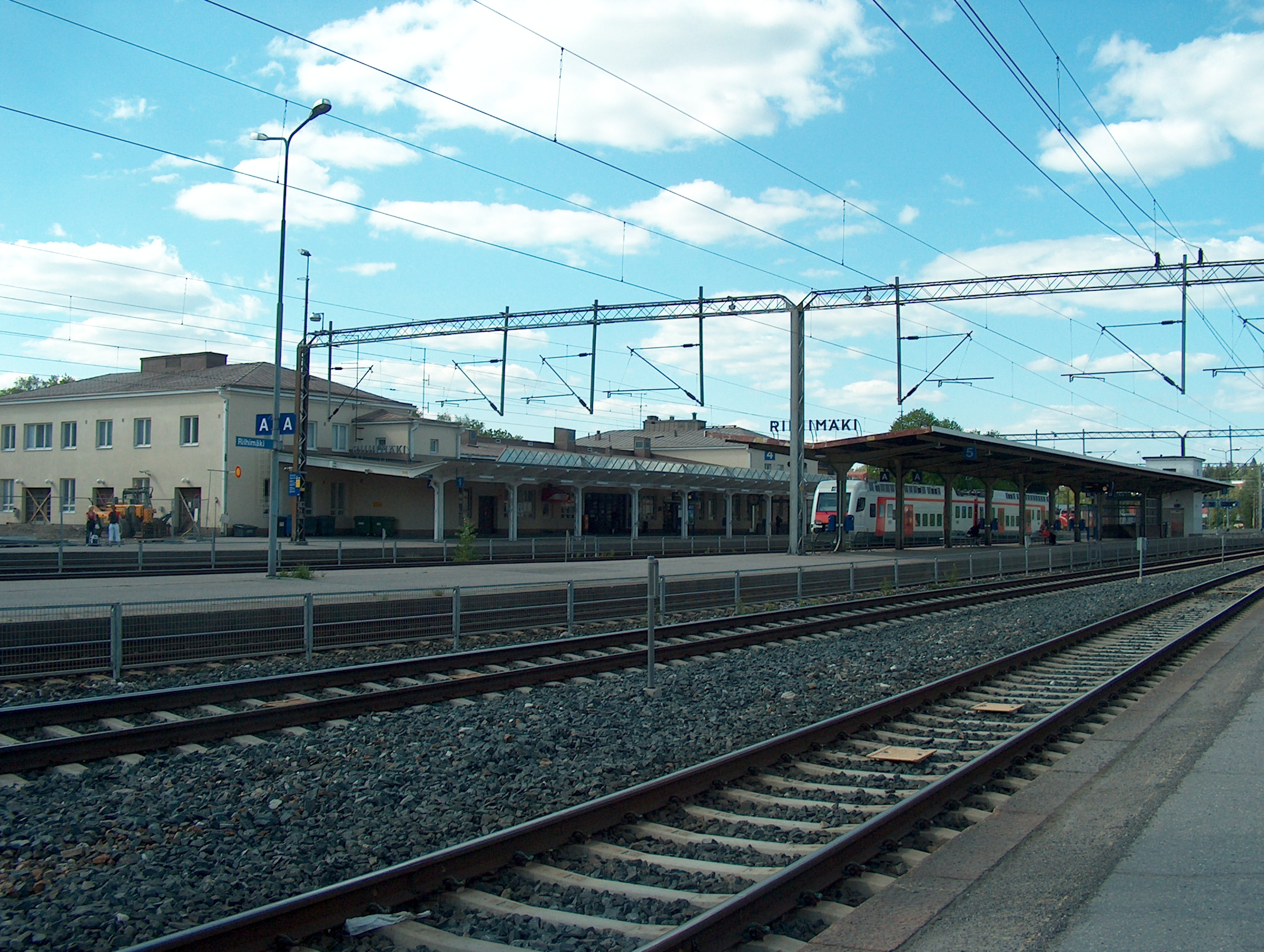
Riihimäki
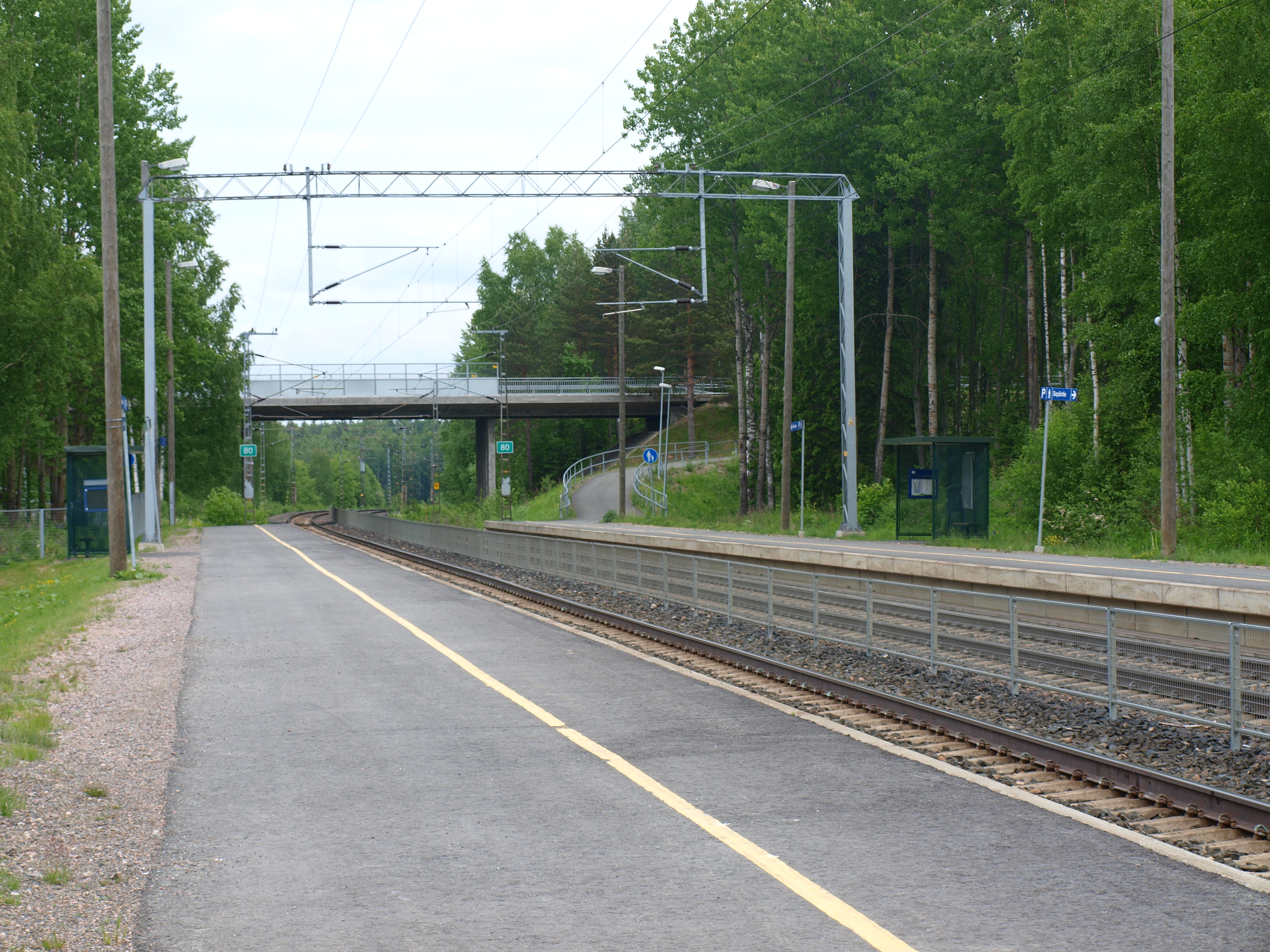
Hikiä
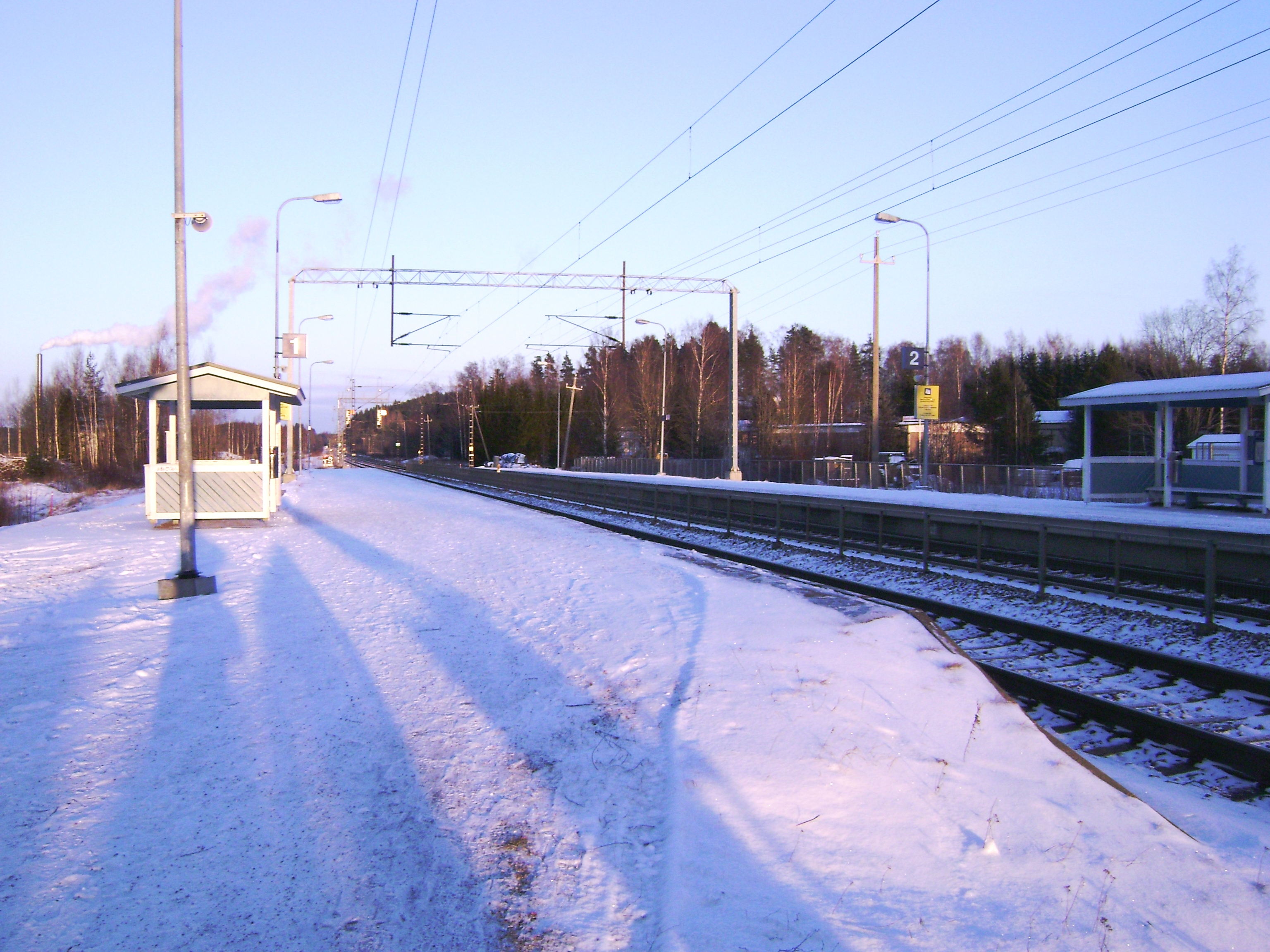
Oitti
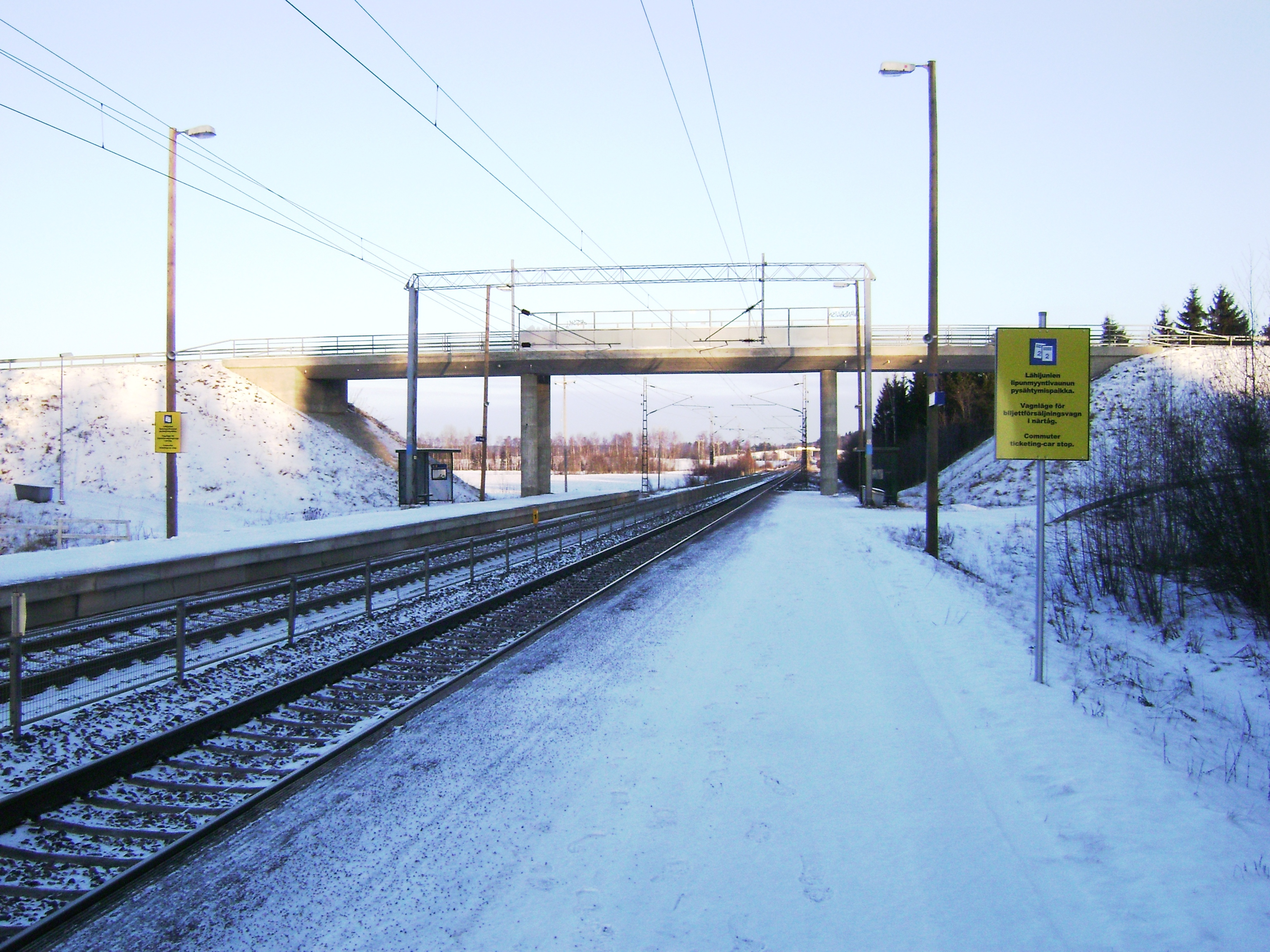
Mommila
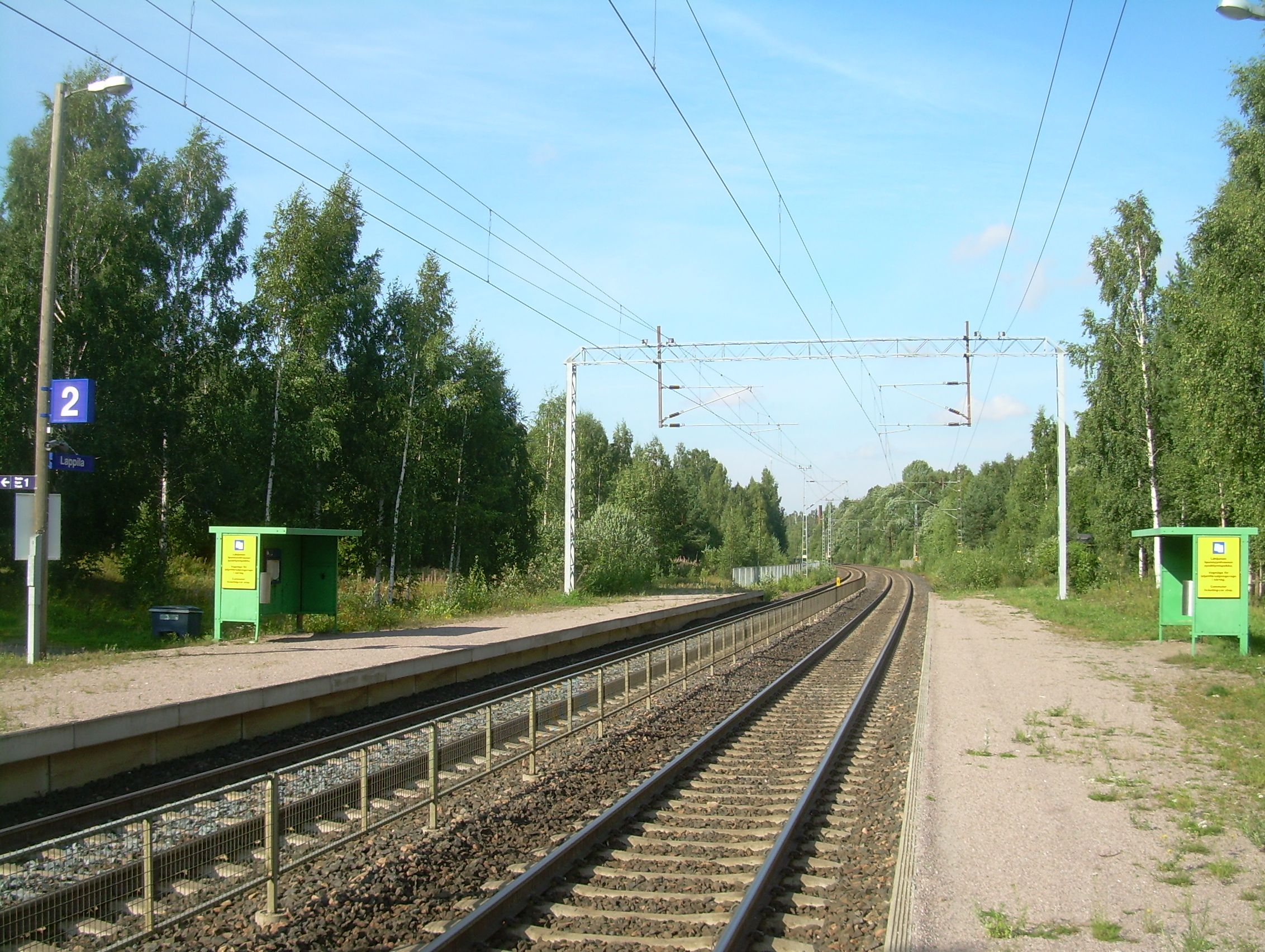
Lappila
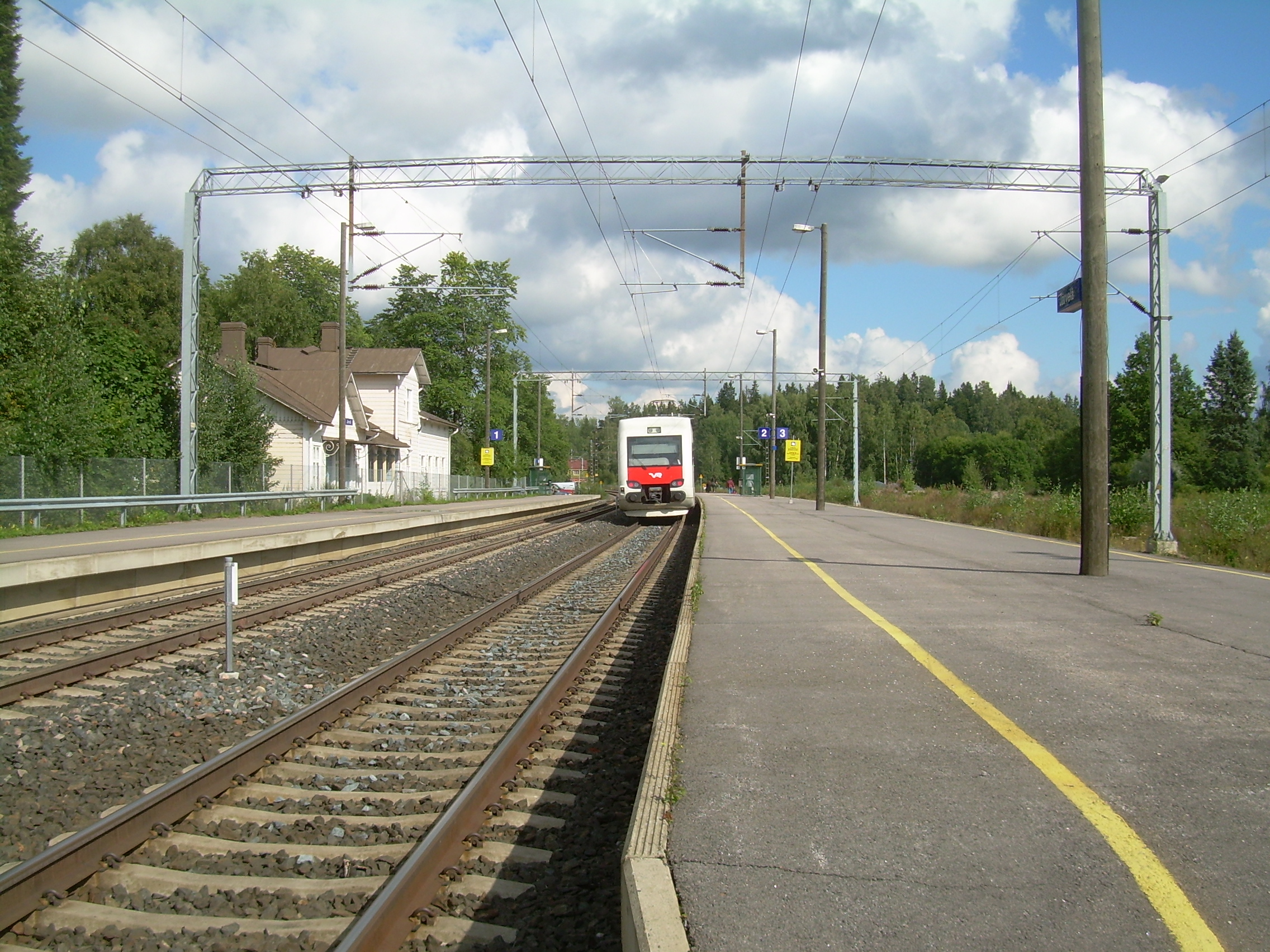
Järvelä
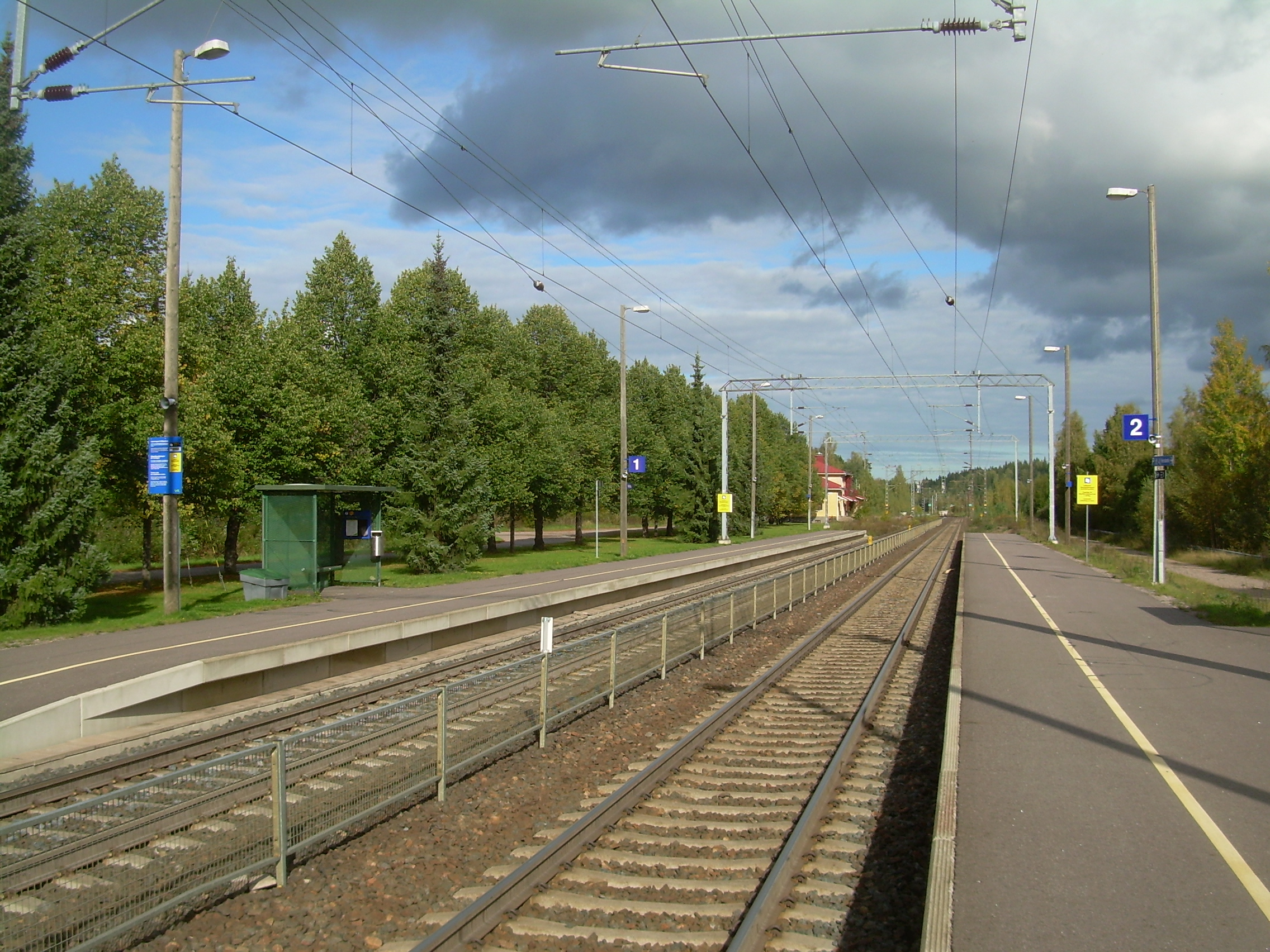
Herrala
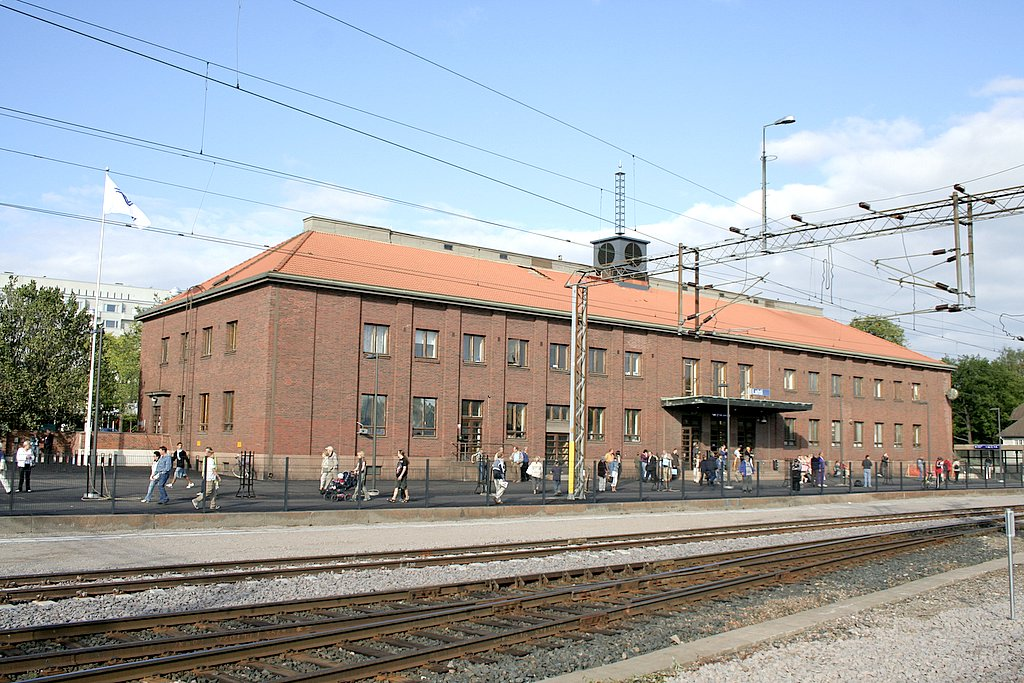
Lahtis

## Fotnoter
1. ↑  ”Arkiverade kopian”. Arkiverad från originalet den 25 maj 2012. https://archive.is/20120525140431/http://www.rhk.fi/pa_svenska/bananvandningen/beskrivning_av_finlands_bannat/. Läst 16 mars 2009. Beskrivning av Finlands bannät